# Елсмир (Кентаки)
Елсмир (енгл. Elsmere) град је у америчкој савезној држави Кентаки.

## Демографија
По попису из 2010. године број становника је 8.451, што је 312 (3,8%) становника више него 2000. године.
| Група             | 2000.         | 2010.         |
| Белци             | 7.408 (91,0%) | 6.875 (81,4%) |
| Афроамериканци    | 445 (5,5%)    | 602 (7,1%)    |
| Азијати           | 27 (0,3%)     | 38 (0,4%)     |
| Хиспаноамериканци | 124 (1,5%)    | 691 (8,2%)    |
| Укупно            | 8.139         | 8.451         |